# فرانسيسكو لو كاسترو
فرانسيسكو لو كاسترو هو ملحن إيطالي، ولد في يناير 1974 في ساليرنو في إيطاليا.